# Killington (Cumbria)
Killington ist ein Dorf und Civil parish in der Unitary Authority Westmorland and Furness in der Grafschaft Cumbria im Nordwesten Englands. 2010 hatte Killington 152 Einwohner. Nach Killington benannt ist Killington Lake, obwohl dieser im benachbarten Parish New Hutton liegt und die nach diesem benannte Autobahnraststätte an der M6.
Killington Hall im Zentrum des Ortes wurde weitgehend um 1640 errichtet, 1803 umgebaut und umfasst die Ruinen eines Peel towers, der an das Hauptgebäude grenzt. Das Bauwerk liegt neben der All Saints’ Church, die aus dem 14. Jahrhundert stammt, jedoch im 17. Jahrhundert verändert wurde und ursprünglich die Kapelle von Killington Hall war.

## Belege
1. ↑  Killington. Abgerufen am 4. Juni 2015 (englisch).
2. ↑  Killington. UK Census Data, 13. Dezember 2022, abgerufen am 16. August 2025 (englisch).
3. ↑  Killington Hall. In: British Listed Buildings Online. Abgerufen am 4. Juni 2015 (englisch).